# Klaus Wolfermann
Klaus Wolfermann (Altdorf bei Nürnberg, 31 marzo 1946 – 18 dicembre 2024) è stato un giavellottista tedesco, medaglia d'oro ai Giochi olimpici del 1972 di Monaco di Baviera.

## Palmarès
| Anno | Manifestazione | Sede              | Evento                 | Risultato | Misura  | Note            |
| ---- | -------------- | ----------------- | ---------------------- | --------- | ------- | --------------- |
| 1968 | Olimpiadi      | Città del Messico | Lancio del giavellotto | 16º       | 75,78 m |                 |
| 1971 | Europei        | Helsinki          | Lancio del giavellotto | 6º        | 80,82 m |                 |
| 1972 | Olimpiadi      | Monaco di Baviera | Lancio del giavellotto | Oro       | 90,48 m | Record olimpico |
| 1974 | Europei        | Roma              | Lancio del giavellotto | 5º        | 83,36 m |                 |

## Riconoscimenti
- Vince il premio Rudolf-Harbig-Gedächtnispreis dell'anno 1978.